# Reação de Barbério
A reação de Barbério é uma reação química utilizada no domínio da medicina legal, para orientação, para determinar se uma mancha pode ser de esperma..
Consiste na utilização de ácido pícrico sobre a mancha, pois este forma cristais amarelos ao reagir com a espermina..